# Bellevue Township (Iowa)
Die Bellevue Township ist eine von 18 Townships im Jackson County im Osten des US-amerikanischen Bundesstaates Iowa. Das U.S. Census Bureau hat bei der Volkszählung 2020 eine Einwohnerzahl von 2974 ermittelt.

## Geografie
Die Bellevue Township liegt im Osten von Iowa am westlichen Ufer des Mississippi, der die Grenze zu Illinois bildet. Die Grenze zu Wisconsin befindet sich rund 35 km nördlich.
Die Bellevue Township liegt auf 42°15′02″ nördlicher Breite und 90°28′16″ westlicher Länge und erstreckt sich über 112,4 km², die sich auf 109,6 km² Land- und 2,8 km² Wasserfläche verteilen.
Die Bellevue Township liegt im Osten des Jackson County und grenzt im Osten durch den Mississippi getrennt an das Jo Daviess County in Illinois. Innerhalb des Jackson County grenzt die Bellevue Township im Südosten an die Washington Township, im Süden an die Jackson Township, im Südwesten an die Perry Township, im Westen an die Richland Township, im Nordwesten an die Prairie Springs Township und im Norden an die Tete Des Morts Township.

### Schutzgebiete
Innerhalb der Bellevue Township gibt es mehrere Schutz- und Erholungsgebiete:
- Bellevue State Park
- Big Mill Creek Wildlife Management Area
- Litle Mill Creek Wildlife Management Area

## Verkehr

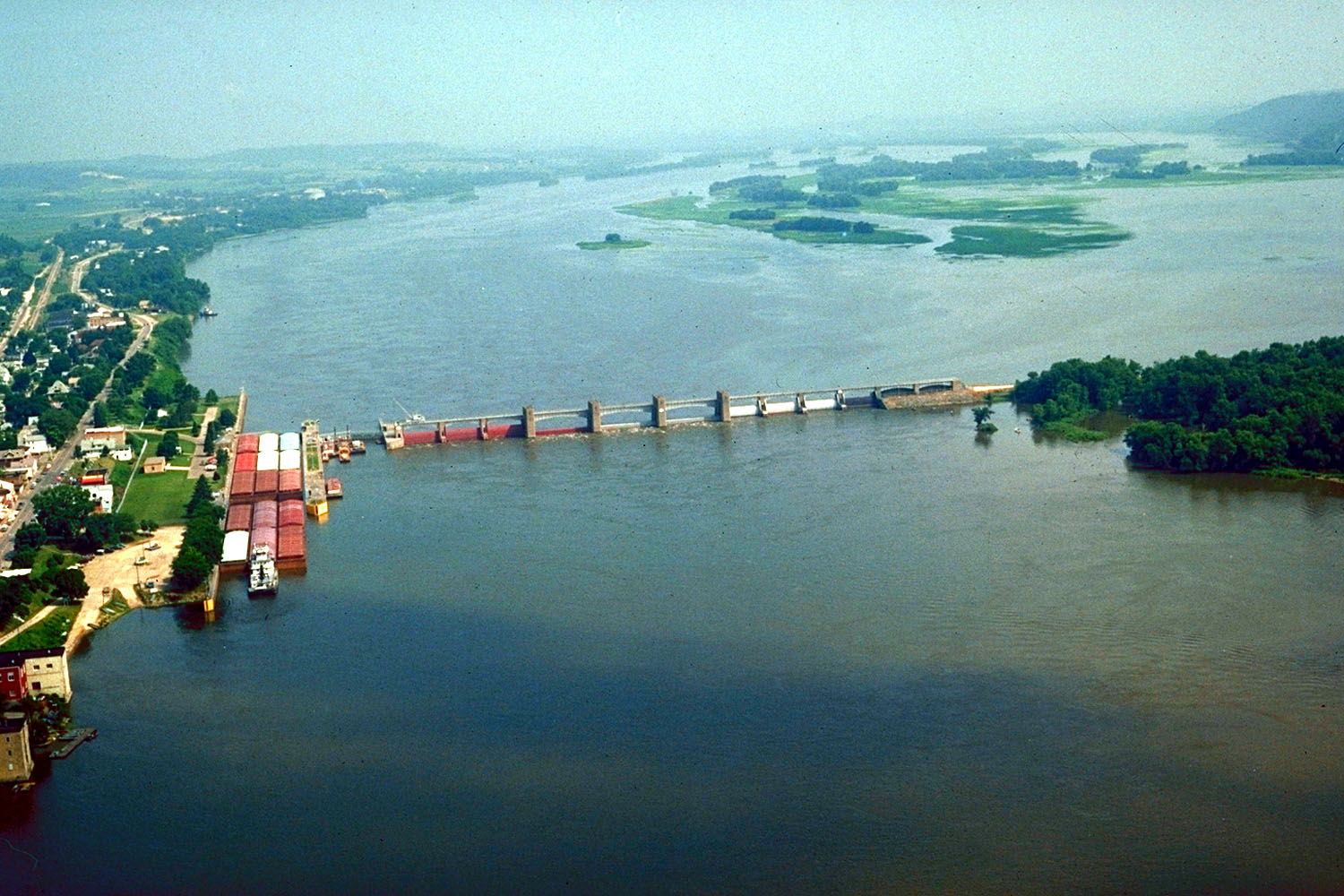
Lock and Dam No. 12, seit 2004 im NRHP gelistet

Der älteste Verkehrsweg ist der Mississippi, auf dem auch heute ein wichtiger Teil der Warenströme durch das Zentrum der USA transportiert wird. Der Fluss wird für große Binnenschiffe durch Stauwerke schiffbar gehalten, von denen sich mit Lock and Dam No. 12 eines zwischen der Bellevue Township und dem gegenüberliegenden Ufer von Illinois befindet.
Durch die Bellevue Township führt entlang des Mississippi der an dieser Stelle den Iowa-Abschnitt der Great River Road bildende U.S. Highway 52. Von diesem zweigt der nach Westen führende Illinois Highway 62 ab. Alle weiteren Straßen sind County Roads sowie weiter untergeordnete und zum Teil unbefestigte Fahrwege.
Durch die Bellevue Township führt eine entlang des Mississippi verlaufende Eisenbahnlinie der Canadian National Railway.
Der nächstgelegene Flughafen ist der rund 35 km nordwestlich der Township gelegene Dubuque Regional Airport.

## Bevölkerung

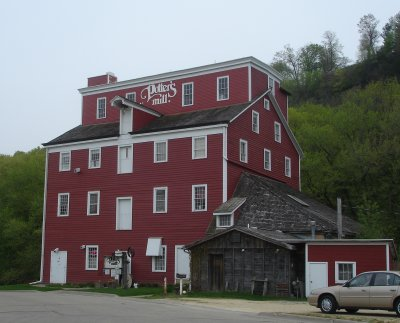
Potter`s Mill bei Bellevue, seit 1984 im NRHP gelistet

Bei der Volkszählung im Jahr 2010 hatte die Township 2776 Einwohner. Neben Streubesiedlung existiert in der Bellevue Township mit Bellevue (mit dem Status „City“) eine selbstständige Gemeinde.